# باد اشتافل‌اشتاین

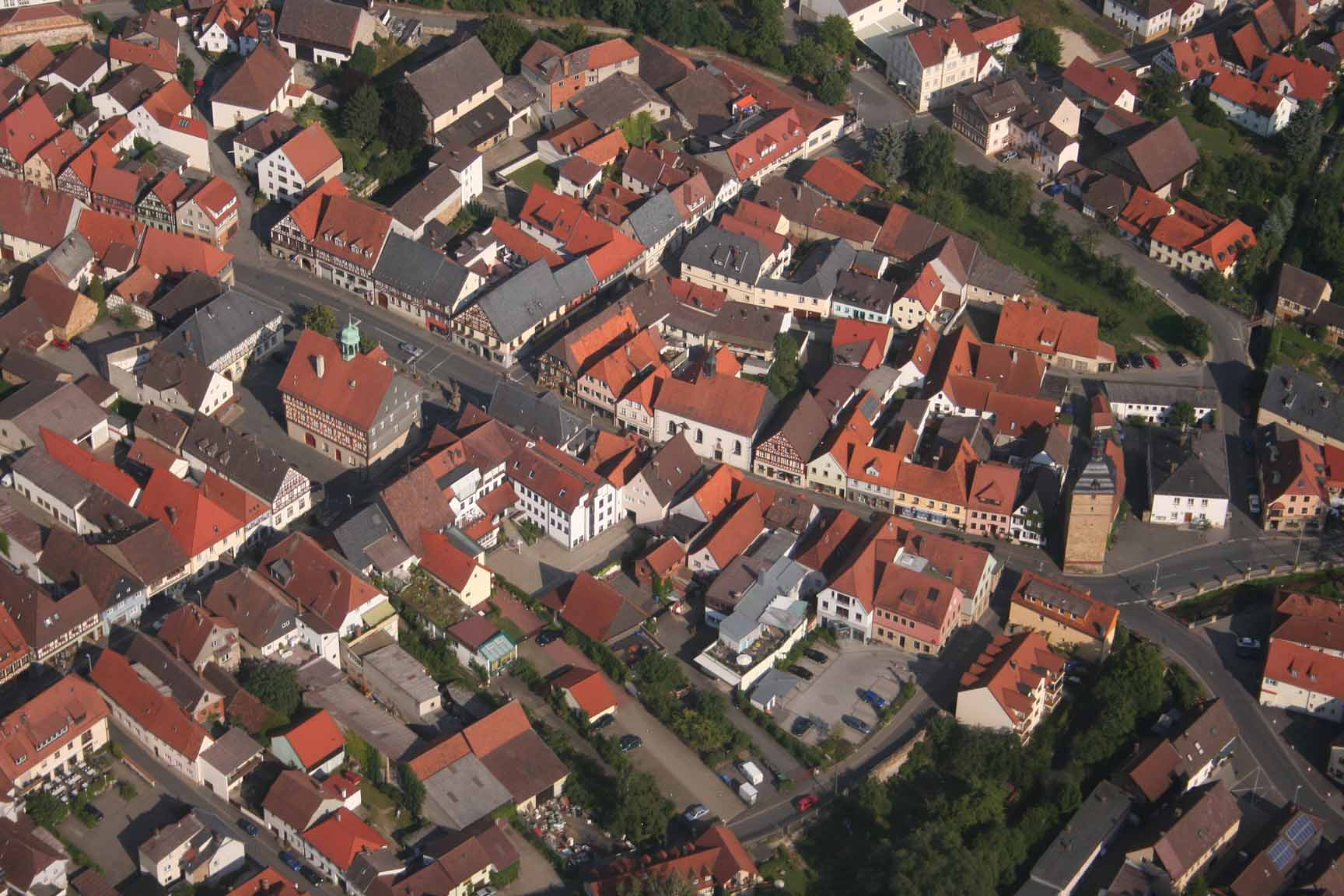
نمایی هوایی از باد اشتافل‌اشتاین.

باد اشتافل‌اشتاین (به آلمانی: Bad Staffelstein) شهری است که در ایالت بایرن در کشور آلمان واقع شده است.